# Charles Théodore Ernest de Hédouville
Pour les articles homonymes, voir Hédouville.
Charles Théodore Ernest, comte de Hédouville (18 mai 1809 à Paris - 27 février 1890 à Chantilly, Oise) est un militaire et homme politique français du XIXe siècle.

## Biographie
Fils du comte Gabriel Marie Théodore Joseph de Hédouville, pair de France, Charles Théodore Ernest de Hédouville était issu de la branche ainée de la famille de Hédouville. Il fut reçu à l'École spéciale militaire de Saint-Cyr en 1827 (10e promotion), et en sortit sous-lieutenant au 10e régiment de ligne (1829), d'où il passa au 1er régiment de hussards « de Chartres ». Il quitta l'armée comme lieutenant de cavalerie.
Démissionnaire en 1835, il fut admis, le 9 janvier de la même année, à siéger par droit héréditaire à la Chambre des pairs, en remplacement de son père, décédé en 1825. Il siégea à la Chambre haute jusqu'à la révolution de Février 1848.
Qualifié de capitaine d'état-major, il reçut, en 1841, la croix de la Légion d'honneur.
Ami des princes d'Orléans, il était aussi un "cavalier émérite, brillant gentleman-rider".
Membre éminent de la Société d’Encouragement et propriétaire d'un haras, il fut l'un des fondateurs du Jockey-club de Paris. Il a beaucoup contribué au développement de l’hippodrome de Chantilly et à la création de l'hippodrome de Longchamp. Grand amateur de  sport hippique, il fit courir sous ses couleurs (casaque blanche, toque noire) quelques chevaux qu’il se plaisait à entraîner lui-même. Il était un habitué des chasses à courre de Chantilly.
Il fut commissaire de la Société d'Encouragement durant neuf années (de 1838 à 1841 et de 1849 à 1853).
Dans une notice nécrologique qui lui était consacrée, le journal Le Sport précise : « Il était aussi le meilleur homme du monde et, dans ce milieu où il est si difficile de n’avoir pas quelques hostilités, il n’a jamais compté que des amis ».
Il avait épousé, le 28 janvier 1845 à Paris, Fanny Samson ( † 6 mars 1889) : union sans postérité.
Une course hippique, le prix d'Hédouville, fut créée en son honneur.

## Distinctions
- Chevalier de la Légion d'honneur (28 avril 1841)[4].

## Armoiries
| Figure | Blasonnement |
|        | Armes de la famille de Hédouville D'or au chef d'azur chargé d'un lion léopardé d'argent, lampassé de gueules. Supportsdeux lions au naturel. Devise« Totum pro Deo et Rege, ». Île-de-France - Picardie - Champagne |
|        | Armes du 2e comte de Hédouville, pair de France |